# 380607 Sharma
380607 Sharma è un asteroide della fascia principale. Scoperto nel 2004, presenta un'orbita caratterizzata da un semiasse maggiore pari a 2,6414533 UA e da un'eccentricità di 0,1584696, inclinata di 10,54823° rispetto all'eclittica.